# Jörg Hutter
Jörg Hutter (* 1958) ist ein deutscher Soziologe und Autor.

## Leben
Nach seiner Schulausbildung studierte Hutter Soziologie und erreichte den Doktorgrad. Von 1985 bis 1998 arbeitete er als wissenschaftlicher Mitarbeiter an der Universität Bremen, wo er Mitinitiator des von 1995 bis 1999 bestehenden Projektes SchwulLesbische Studien Bremen war. Danach war er als Soziologe in Hamburg tätig.
Hutter schrieb mehrere Bücher und verfasste zahlreiche Beiträge, Abhandlungen und Rezensionen zu verschiedenen Themen. Seine Bemühungen zur Straßenbenennung in Bremen zum Gedenken an den deutschen Juristen Karl Heinrich Ulrichs führten zwei Jahre später zum Erfolg. Am 30. August 2002 konnte das Straßenschild Ulrichsplatz im Stadtteil Ostertor montiert werden. Jörg Hutter lebt zusammen mit seinem Freund in Bremen.
Bis 2004 war er Mitglied in der Partei Bündnis 90/Die Grünen.
Jörg Hutter setzt sich seit der Machtübernahme der Taliban in Afghanistan 2021 für die Aufnahme gefährdeter LSBTIQ nach Deutschland ein. Seit 2023 ist Jörg Hutter Mitglied des Vorstands des LSVD+ – Verband Queere Vielfalt. Er ist hier vor allem bei der Aufnahme queerer Afghanen im Rahmen des Bundesaufnahmeprogramms Afghanistan aktiv, durch das im September 2023 die ersten LSBTIQ Afghanen in Deutschland Schutz fanden.

## Schriften
- Die gesellschaftliche Kontrolle des homosexuellen Begehrens – Medizinische Definitionen und juristische Sanktionen im 19. Jahrhundert. Campus Verlag, Frankfurt/M. 1992, ISBN 3-593-34748-2.
- Ausgrenzung macht krank – Homosexuellenfeindschaft und HIV-Infektionen. Westdeutscher Verlag, Wiesbaden 2000 / VS Verlag für Sozialwissenschaften 2002, ISBN 3-531-13163-X (gemeinsam mit Volker Koch und Rüdiger Lautmann).
- Kompetenzfeststellung: Ein Weg zur erfolgreichen Vermittlung in Ausbildung und Arbeit. Hiba-Verlag, Heidelberg Januar 2004, ISBN 3-89751-173-8.
- Interkulturelle Kompetenz als Chance – Eine Anleitung zur Entdeckung der beruflichen Potenziale von Jugendlichen mit Migrationshintergrund. Koordinierungsstelle Weiterbildung und Beschäftigung, Hamburg Mai 2004, 2. Aufl. Sommer 2006, ISBN 3-9810871-0-0 (gemeinsam mit Andreas Hieronymus und Hülya Eralp).